# らーめん潤

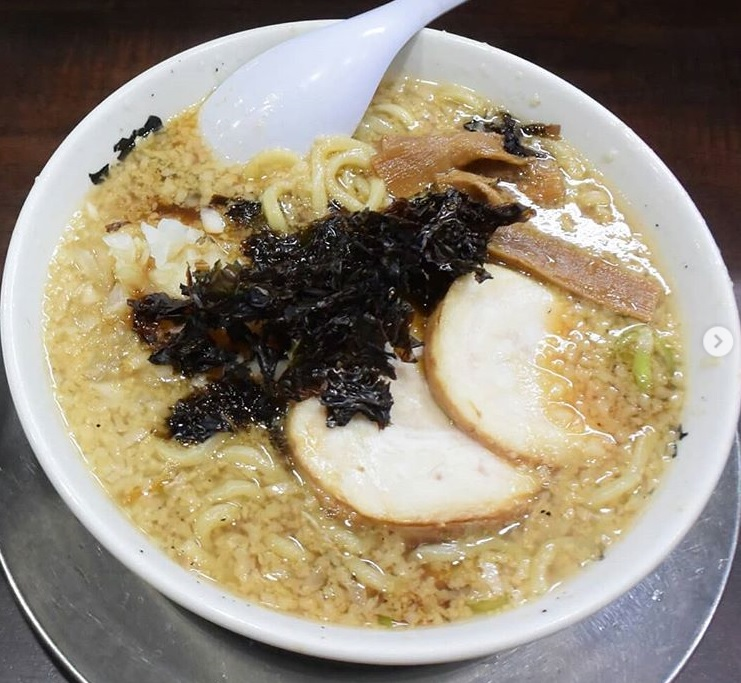
らーめん潤、燕三条系ラーメン、油ノーマル

らーめん潤（らーめんじゅん）は、新潟県燕市発祥のラーメン店である。燕三条背脂ラーメンなどを提供している。
新潟県中越地域と下越地域を中心に、東京都の大田区蒲田にも出店している。運営会社は株式会社酒麺亭潤（新潟県燕市）、代表取締役は松本潤一である。本店は「ミシュランガイド新潟2020特別版」にミシュランプレートとして掲載されている。

## らーめん潤
- らーめん潤の運営会社である株式会社酒麺亭潤は、新潟県内に10店舗、県外に4店舗、その他グループを含めて全店で17店舗を構える。店舗の運営以外にも、県内外のイベントに出店している[3]。
  - 燕の背脂ラーメンを広めるべく県内外のイベントに出店している[注 1]。海外のイベントにも参加しており、アジアや欧米への出店も視野に入れている[3][注 2]。
- らーめん潤は岩のりが入った「岩のり中華」を提供しており、燕三条系ラーメンに岩のりを入れた元祖の店とされている[3]。
- 油量を無しから鬼油までカスタマイズ可能[4]。
- 代表の松本潤一は燕市出身、かつては甲子園球児であり、プロ野球選手を目指していた。しかし、26歳の頃に帰郷し、親戚が経営するまつや食堂にて修行を開始した[1][5]。

## 歴史
- 1993年 - 酒麺亭潤燕本店（燕市花園町）を個人店として創業[1]
- 1997年 - らーめん処潤宮内店（長岡市宮内）が開店[6][7]
- 2005年 - らーめん処潤蒲田店（大田区蒲田）が開店
- 2015年 - ドイツのフランクフルトにて、Ramen Junが開店
- 2020年 - 「ミシュランガイド新潟2020特別版」に掲載[2]